# Wahlen zum Dáil Éireann 2016
- I4C: 4
- AAA-PBP: 6
- SF: 23
- IA: 6
- SD: 3
- GP: 2
- LAB: 7
- Unabh.: 13
- FF: 44
- FG: 50

Die 32. Wahlen zum Dáil Éireann 2016 fanden am 26. Februar 2016 statt. Es wurden die 158 Abgeordneten des 32. Dáil gewählt.

## Ausgangslage
- Unabh.: 19
- Sonst.: 2
- SF: 14
- AAA-PBP: 4
- SD: 3
- RI: 3
- LAB: 33
- FG: 66
- FF: 21

Bei der letzten Wahl wurde die konservative Fine Gael des Premierministers Enda Kenny erstmals stärkste Kraft. Sie bildete wie schon in der Vergangenheit eine Koalitionsregierung mit der sozialdemokratischen Labour Party, die ihren Stimmenanteil ebenfalls fast verdoppeln konnte. Die Fianna Fáil, seit Jahrzehnten stärkste Kraft, verlor mehr als die Hälfte ihrer Stimmen.
Hauptthema des Wahlkampfes war die Wirtschaftspolitik. Irland war von der Wirtschafts- und Finanzkrise ab 2007 schwer getroffen worden und musste sich in den Jahren 2010 bis 2013 unter den sogenannten Euro-Rettungsschirm begeben und die Bedingungen seiner Kreditgeber zur Konsolidierung des Staatshaushaltes und zur Reform der Wirtschaftspolitik akzeptieren. Es kam zu einem starken Anstieg der Staatsverschuldung und der Arbeitslosigkeit. Die Wirtschaft Irlands erholte sich jedoch relativ bald wieder und gewann teilweise erhebliche Dynamik. Im dritten Quartal 2015 lag das Wirtschaftswachstum bei 7 %; die Arbeitslosigkeit sank unter der aktuellen Regierung von rund 14 auf 8,8 %. Ab dem Jahr 2014 sanken die Staatsverschuldung und die Arbeitslosigkeit. Angesichts der Besserung der wirtschaftlichen Lage wurden immer mehr Stimmen laut, die die Beendigung der Austeritätspolitik forderten. Diesen Standpunkt vertrat von den größeren Parteien vor allem Sinn Féin.

## Wahlverfahren

Die neu eingeteilten Wahlkreise

Die Verfassung schreibt die Wahl durch übertragbare Einzelstimmgebung vor, wobei in jedem Wahlkreis mindestens drei Abgeordnete gewählt werden müssen. Seit 1947 gibt es ausschließlich Wahlkreise mit drei bis fünf zu wählenden Abgeordneten. Nach einer Gesetzesänderung aus dem Jahr 2013 sinkt die Zahl der Abgeordneten von 166 auf 158 und die Zahl der Wahlkreise von 43 auf 40.

## Ausgangsprognosen
| Datum            | Quelle          | Institut   | FG               | Lab    | FF                    | SF    | AAA -PBP | RI   | SD   | GP    | IA    | Unabhängige | Sonstige              |     |      |     |
| ---------------- | --------------- | ---------- | ---------------- | ------ | --------------------- | ----- | -------- | ---- | ---- | ----- | ----- | ----------- | --------------------- | --- | ---- | --- |
| Datum            | Quelle          | Institut   | 26. Februar 2016 | RTÉ    | Behaviour & Attitudes | 24,8  | 7,1      | 21,1 | 16,0 | 4,7   | 2,4   | 3,7         | 3,6                   | 3,0 | 11,0 | 2,6 |
| 26. Februar 2016 | The Irish Times | Ipsos MRBI | 26,1             | 7,8    | 22,9                  | 14,9  | 3,6      | 2,3  | 2,8  | 3,5   | k. A. | k. A.       | 16,1 (inkl. Unabh.)   |     |      |     |
| 25. Februar 2011 | Wahl 2011       | –          | 36,1 %           | 19,4 % | 17,4 %                | 9,9 % | 2,2 %    | –    | –    | 1,8 % | –     | k. A.       | 14,2 % (inkl. Unabh.) |     |      |     |

## Meinungsumfragen
| Datum            | Quelle                   | Institut              | FG               | Lab         | FF     | SF    | AAA–PBP | RI | SD | GP    | Sonstige |   |   |    |
| ---------------- | ------------------------ | --------------------- | ---------------- | ----------- | ------ | ----- | ------- | -- | -- | ----- | -------- | - | - | -- |
| Datum            | Quelle                   | Institut              | 23. Februar 2016 | Paddy Power | Red C  | 30    | 7       | 20 | 15 | 3     | 2        | 4 | 3 | 16 |
| 22. Februar 2016 | The Irish Times          | Ipsos MRBI            | 28               | 6           | 23     | 15    | 3       | 2  | 3  | 2     | 18       |   |   |    |
| 21. Februar 2016 | Sunday Independent       | Millward Brown        | 27               | 6           | 23     | 19    | 5       | 2  | 4  | 2     | 14       |   |   |    |
| 21. Februar 2016 | The Sunday Business Post | Red C                 | 30               | 8           | 18     | 16    | 3       | 2  | 4  | 4     | 15       |   |   |    |
| 21. Februar 2016 | The Sunday Times         | Behaviour & Attitudes | 30               | 4           | 22     | 15    | 5       | 3  | 3  | 3     | 15       |   |   |    |
| 16. Februar 2016 | The Irish Sun            | Red C                 | 26               | 9           | 19     | 17    | 2       | 2  | 3  | 4     | 18       |   |   |    |
| 13. Februar 2016 | The Sunday Business Post | Red C                 | 28               | 8           | 18     | 20    | 3       | 1  | 4  | 2     | 16       |   |   |    |
| 10. Februar 2016 | Paddy Power              | Red C                 | 30               | 8           | 18     | 17    | 4       | 2  | 3  | 2     | 16       |   |   |    |
| 6. Februar 2016  | The Sunday Times         | Behaviour & Attitudes | 28               | 8           | 20     | 17    | 3       | 2  | 4  | 3     | 15       |   |   |    |
| 6. Februar 2016  | The Sunday Business Post | Red C                 | 31               | 10          | 17     | 17    | 3       | 1  | 3  | 2     | 16       |   |   |    |
| 6. Februar 2016  | Sunday Independent       | Millward Brown        | 27               | 6           | 22     | 21    | 3       | 1  | 1  | 1     | 18       |   |   |    |
| 4. Februar 2016  | The Irish Times          | Ipsos MRBI            | 28               | 7           | 21     | 19    | 4       | 1  | 2  | 2     | 16       |   |   |    |
| 30. Januar 2016  | The Sunday Business Post | Red C                 | 29               | 10          | 17     | 19    | 3       | 1  | 2  | 3     | 16       |   |   |    |
| 16. Januar 2016  | The Sunday Business Post | Red C                 | 30               | 9           | 19     | 19    | 3       | 2  | 1  | 2     | 15       |   |   |    |
| 16. Januar 2016  | The Sunday Times         | Behaviour & Attitudes | 31               | 6           | 20     | 16    | 3       | 2  | 1  | 3     | 20       |   |   |    |
| 25. Februar 2011 | Wahl 2011                | –                     | 36,1 %           | 19,4 %      | 17,4 % | 9,9 % | 2,2 %   | –  | –  | 1,8 % | 14,2 %   |   |   |    |

## Ergebnisse

### Gesamtergebnis
| Endergebnisse                                   | Endergebnisse                                                     | Endergebnisse                                     | Endergebnisse        | Endergebnisse        | Endergebnisse        | Endergebnisse     | Endergebnisse | Endergebnisse | Endergebnisse | Endergebnisse | Endergebnisse     |
| Partei                                          | Partei                                                            | Vorsitzender                                      | Stimmen 1. Präferenz | Stimmen 1. Präferenz | Stimmen 1. Präferenz | Sitze             | Sitze         | Sitze         | Sitze         | Sitze         | Sitze             |
| Partei                                          | Partei                                                            | Vorsitzender                                      | Zahl                 | Anteil               | +/-                  | Zahl Kandi- daten | Gewählt 2011  | vor der Wahl  | Gewählt 2016  | +/-           | Anteil            |
| ----------------------------------------------- | ----------------------------------------------------------------- | ------------------------------------------------- | -------------------- | -------------------- | -------------------- | ----------------- | ------------- | ------------- | ------------- | ------------- | ----------------- |
|                                                 | Fine Gael                                                         | Enda Kenny                                        | 544.140              | 25,5 %               | ▼ 10,6 %             | 88                | 76            | 66            | 49            | ▼ 27          | 31,6 %            |
|                                                 | Fianna Fáil                                                       | Micheál Martin                                    | 519.356              | 24,3 %               | ▲ 6,9 %              | 71                | 19            | 21            | 44            | ▲ 25          | 27,8 %            |
|                                                 | Sinn Féin                                                         | Gerry Adams                                       | 295.319              | 13,8 %               | ▲ 3,9 %              | 50                | 14            | 14            | 23            | ▲ 9           | 14,6 %            |
|                                                 | Irish Labour Party                                                | Joan Burton                                       | 140.898              | 6,6 %                | ▼ 12,8 %             | 36                | 37            | 33            | 7             | ▼ 30          | 4,4 %             |
|                                                 | AAA–PBP • People Before Profit Alliance • Anti-Austerity Alliance | Kein                                              | 84.168 42.174 41.994 | 3,9 % 2,0 % 1,9 %    | ▲ 1,7 % ▲ 1,0 % neu  | 31 18 13          | 4 2 neu       | 4             | 6 3           | ▲ 2 ▲ 1 neu   | 3,8 % 1,9 % 1,9 % |
|                                                 | Independents 4 Change                                             | Kein                                              | 31.365               | 1,5 %                | ▲ 1,5 %              | 5                 | –             | 4             | 4             | ▲ 4           | 2,5 %             |
|                                                 | Social Democrats                                                  | Catherine Murphy Róisín Shortall Stephen Donnelly | 64.094               | 3,0 %                | ▲ 3,0 %              | 14                | –             | 3             | 3             | ▲ 3           | 1,9 %             |
|                                                 | Green Party                                                       | Eamon Ryan                                        | 57.999               | 2,7 %                | ▲ 0,9 %              | 40                | 0             | 0             | 2             | ▲ 2           | 1,3 %             |
|                                                 | Renua Ireland                                                     | Lucinda Creighton                                 | 46.552               | 2,2 %                | ▲ 2,2 %              | 26                | –             | 3             | 0             | ▬             | 0,0 %             |
|                                                 | Direct Democracy Ireland                                          | Pat Greene                                        | 6.481                | 0,3 %                | ▲ 0,3 %              | 19                | –             | 0             | 0             | ▬             | 0,0 %             |
|                                                 | Workers’ Party                                                    | Michael Donnelly                                  | 3.242                | 0,2 %                | ▲ 0,1 %              | 5                 | 0             | 0             | 0             | ▬             | 0,0 %             |
|                                                 | Catholic Democrats                                                | Nora Bennis                                       | 2.013                | 0,1 %                |                      | 3                 | 0             | 0             | 0             | ▬             | 0,0 %             |
|                                                 | Fís Nua                                                           | Kein                                              | 1.224                | 0,1 %                | ▲ 0,1 %              | 2                 | 0             | 0             | 0             | ▬             | 0,0 %             |
|                                                 | Irish Democratic Party                                            | Ken Smollen                                       | 971                  | <0,1 %               | ▲ 0,0 %              | 1                 | –             | 0             | 0             | ▬             | 0,0 %             |
|                                                 | Communist Party of Ireland                                        | Lynda Walker                                      | 185                  | <0,1 %               |                      | 1                 | 0             | 0             | 0             | ▬             | 0,0 %             |
|                                                 | Identity Ireland                                                  | Peter O’Loughlin                                  | 183                  | <0,1 %               |                      | 1                 | –             | 0             | 0             | ▬             | 0,0 %             |
|                                                 | Independent Alliance                                              | Kein                                              | 88.930               | 4,2 %                | ▲ 4,2 %              | 21                | –             | 5             | 6             | ▲ 6           | 3,8 %             |
|                                                 | Unabhängige                                                       | Unabhängige                                       | 249.285              | 11,7 %               | ▲ 1,3 %              | 136               | 14            | 10            | 13            | ▼ 1           | 8,2 %             |
|                                                 | Ceann Comhairle                                                   | Seán Barrett                                      | –                    | –                    | –                    | 1                 | 1             | 1             | 1             | ▬             | 0,6 %             |
| Gesamt                                          | Gesamt                                                            | Gesamt                                            | 2.136.405            | 100 %                | –                    | 552               | 166           | 165           | 158           | ▼8            | 100 %             |
|                                                 |                                                                   |                                                   |                      |                      |                      |                   |               |               |               |               |                   |
| Gültige Stimmen                                 | Gültige Stimmen                                                   | Gültige Stimmen                                   | 2.136.405            | 99,15 %              |                      |                   |               |               |               |               |                   |
| Ungültige und leere Stimmzettel                 | Ungültige und leere Stimmzettel                                   | Ungültige und leere Stimmzettel                   | 18.398               | 0,85 %               |                      |                   |               |               |               |               |                   |
| Abgegebene Stimmen                              | Abgegebene Stimmen                                                | Abgegebene Stimmen                                | 2.154.803            | 100,00 %             |                      |                   |               |               |               |               |                   |
| Anzahl der Wahlberechtigten und Wahlbeteiligung | Anzahl der Wahlberechtigten und Wahlbeteiligung                   | Anzahl der Wahlberechtigten und Wahlbeteiligung   | 3.305.110            | 65,1 %               |                      |                   |               |               |               |               |                   |

### Wahlkarten
Die folgenden Karten zeigen die Stimmenanteile der großen Parteien nach Wahlkreisen.

## Regierungsbildung
Nach mehreren vergeblichen Anläufen wurde Enda Kenny am 6. Mai 2016 mit 59 zu 49 Stimmen als Taoiseach (Ministerpräsident) wiedergewählt mit Unterstützung mehrerer unabhängiger Abgeordneter bei Enthaltung der zweitstärksten Partei Fianna Fáil. Im neuen Kabinett waren neben Fine Gael unabhängige Abgeordnete vertreten. Fianna Fáil sicherte zu, die Regierung nicht zu Fall zu bringen. Im Gegenzug musste die Fine Gael Konzessionen machen insbesondere bei einer umstrittenen Reform der Wasserversorgung. Das Tolerierungsabkommen mit Fianna Fail war zunächst bis Ende 2018 befristet und wurde im Dezember 2018 bis 2020 verlängert. Enda Kenny wurde im Juni 2017 von Leo Varadkar als Regierungschef abgelöst.